# Rajd Adriatyku 1958
Rajd Adriatyku 1958 (7. Rallye Adriatique) – 7. edycja rajdu samochodowego Rajd Adriatyku rozgrywanego w Jugosławii od 23 do 27 lipca 1958 roku. Była to dziewiąta runda Rajdowych Mistrzostw Europy w roku 1958.

## Wyniki końcowe rajdu
| Miejsce                      | Kierowca                     | Pilot                        | Samochód                     | Punkty                       | Strata                       |                              |
| Klasyfikacja generalna i ERC | Klasyfikacja generalna i ERC | Klasyfikacja generalna i ERC | Klasyfikacja generalna i ERC | Klasyfikacja generalna i ERC | Klasyfikacja generalna i ERC | Klasyfikacja generalna i ERC |
| ---------------------------- | ---------------------------- | ---------------------------- | ---------------------------- | ---------------------------- | ---------------------------- | ---------------------------- |
| 1.                           | Gunnar Andersson             | Nils Grøndal                 | Volvo PV 444                 | 7                            | –                            |                              |
| 2.                           | Wolfgang Levy                | Johanna Kaszynski            | Auto Union 1000              | 11                           | +3                           |                              |
| 3.                           | Alexander von Falkenhausen   | Katharina von Falkenhausen   | BMW 600                      | 13                           | +5                           |                              |
| 4.                           | Milivoje Mikica Vuković      | Ivan Picek                   | Auto Union 1000              | 16                           | +8                           |                              |
| 5.                           | Max Riess                    | Hans Wencher                 | Alfa Romeo Giulietta TI      | 29                           | +22                          |                              |
| 6.                           | Kurt Otto                    | Hermann Hanf                 | Wartburg 311                 | 51                           | +44                          |                              |
| 7.                           | Siegfried Eikelmann          | Hermann Kühne                | Auto Union 1000              | 57                           | +50                          |                              |
| 8.                           | Kurt Rüdiger                 | Wilhelm Wöllner              | Wartburg 311                 | 1:03                         | +55                          |                              |
| 9.                           | Otto Brindl                  | Philipp Menth                | DKW                          | 1:10                         | +1:03                        |                              |
| 10.                          | Werner Jäger                 | Erich Möller                 | Wartburg 311                 | 1:26                         | +1:19                        |                              |